# Lista de episódios de Mobile Suit Gundam SEED
Esta é a lista de episódios de Mobile Suit Gundam SEED. A série é produzida pelo estúdio Sunrise e dirigida por Mitsuo Fukuda.  O anime possui 50 episódios e foi transmitido originalmente pela MBS e TBS entre 5 de outubro de 2002 e 27 de setembro de 2003. Tal como acontece com outras séries da franquia Gundam, Gundam SEED ocorre em uma linha de tempo paralela, neste caso a Cosmic Era, a primeira nessa linha do tempo. Nesta era, a humanidade desenvolveu-se em duas subespécies: Naturals, que residem na Terra e Coordinators, seres humanos geneticamente melhorados capazes de suportar os rigores do espaço que habitam as colônias orbitais. A história gira em torno de um jovem Coordinator Kira Yamato que se envolve na guerra entre as duas raças depois que uma colônia espacial neutra é invadida pelos Coordinators.
Mobile Suit Gundam SEED foi dublado em inglês, e seu lançamento, em inglês, foi em 17 de abril de 2004 na Cartoon Network. Mais tarde, foi transmitido no YTV (TVTV), no Canadá, em 10 de setembro de 2004, Foi lançado na Cartoon Network da Austrália em 12 de dezembro de 2005, e no Reino Unido, na AnimeCentral em de 5 de janeiro de 2008.
Foram utilizados sete temas de música para a versão original da série. As suas aberturas foram "Invoke" (INVOKE -インヴォーク-, Invōku) por T.M.Revolution do episódio um à treze, "Moment" por Vivian or Kazuma de quatorze à vinte e seis, "Believe" de vinte e sete à quarenta anos, e "Realize" para o resto da série por Nami Tamaki. Os três temas finais são "Anna ni Issho Datta no ni" (あんなに一緒だったのに; lit. "Although We Were Always Together") por See-Saw dos episódios de um à vinte e seis, "River" por Tatsuya Ishii do vinte e sete à trinta e nove, e "Find the Way" por Mika Nakashima para o fim. A dublagem de TV inglesa usou uma versão curta de 30 segundos de "Invoke" como abertura, mas usou os mesmos encerramentos que o original. O DVD dublado em inglês, usou as aberturas originais em seu formato original. Para a versão remaster HD japonês do Japão, Gundam SEED cortou os dois episódios de recapitulação de sua transmissão original (14 e 26). Novo tema de FictionJunction, "Distance", substituiu todos os usos de "Rio", com exceção do episódio 40 com "Akatsuki no Kuruma" (暁の車) por FictionJunction.
Uma sequência chamada Mobile Suit Gundam SEED Destiny, exibido em 9 de outubro de 2004 à 1 de outubro de 2005, também com cinquenta episódios. Ambos SEED e SEED Destiny possuem edições especiais que são versões compilados da série que incluem imagens adicionais. Mobile Suit Gundam SEED C.E. 73: Stargazer, que é dirigido por Susumu Nishizawa, é um ONA de três episódios. O primeiro episódio da história lateral foi transmitido pela primeira vez na internet em 14 de julho de 2006, mas estreou uma semana antes, em 7 de julho de 2006, no Akiba 3D Theatre do Tokyo Anime Center.

## Lista de episódios

### Mobile Suit Gundam SEED
A série é compilada em treze DVDs no Japão e dez DVDs em países de língua inglesa. Um epílogo de cinco minutos foi incluído no DVD final do lançamento japonês e europeu, mas não foi incluído no lançamento norte-americano e australiano.
| Fase # | Título[a]                                                                 | Diretor(es)       | Roteirista(s)                    | Diretor(es) de animação | Exibição original       | Refs. |
| --- | ------------------------------------------------------------------------- | ----------------- | -------------------------------- | ----------------------- | ----------------------- | ----- |
| 1 | "Paz falsa" "Itsuwari no Heiwa (偽りの平和)"                              | Takeshi Yoshimoto | Chiaki Morosawa                  | Hisashi Hirai           | 5 de outubro de 2002    | ASA   |
| 11 meses se passaram desde que a Aliança da Terra e a ZAFT (Zodiac Alliance of Freedom Treaty) entraram em guerra. No satélite de recursos Heliópolis da nação neutra Orb, na região L5, Kira Yamato, aluno de ensino técnico, vai ao laboratório e acaba se envolvendo em um plano de captura de Gundam das Forças da ZAFT.                                                              |                                                                           |                   |                                  |                         |                         |       |
| 2 | "Ele se chama Gundam" "Sono Na wa Gandamu (その名はガンダム)"             | Yasuhiro Minami   | Chiaki Morosawa                  | Ken'ichi Ônuki          | 12 de outubro de 2002   | ASA   |
| Em meio às chamas, Athrun rouba o último Gundam, MS Aegis, e foge. Kira e Murrue também entram no Strike Gundam e fogem por pouco da explosão da fábrica. Mas tem um GINN da ZAFT os aguardando! |                                                                           |                   |                                  |                         |                         |       |
| 3 | "Terra em colapso" "Hōkai no Daichi (崩壊の大地)"                         | Kôichi Takada     | Hiroyuki Yoshino                 | ASA                     | 19 de outubro de 2006   | ASA   |
| Le Creuset, pilotando um CGUE, ataca Kira. Nesse momento, o Archangel aparece diante deles. O disparo do Gundam Strike contra Rau cria um buraco enorme na colônia. Todos ficam atordoados por seu poder. Vendo que a situação não esta a seu favor, Le Creuset se afasta da batalha. |                                                                           |                   |                                  |                         |                         |       |
| 4 | "Silent run" "Sairento Ran (サイレントラン)"                              | Mitsuo Fukuda     | Akinori Endô                     | Tôru Yoshida            | 26 de outubro de 2003   | ASA   |
| Do espaço aéreo da agora destruída Heliópolis, Kira volta ao Archangel com um salva-vidas. Flay estava dentro dele. Archangel resolve ir para o satélite militar Artemis para pedir ajuda. |                                                                           |                   |                                  |                         |                         |       |
| 5 | "Mudança de fase desativada" "Feizu Shifuto Daun (フェイズシフトダウン)"  | Mitsuo Fukuda     | Kyoko Kogure Chiaki Morosawa     | ASA                     | 2 de novembro de 2002   | ASA   |
| Os quatro Gundams roubados aparecem diante do Strike. As Forças da ZAFT decidem usar todos os Gundams no ataque. Kira e Athrun se enfrentam de novo. |                                                                           |                   |                                  |                         |                         |       |
| 6 | "O sumiço de Gundam" "Kieru Gandamu (消えるガンダム)"                     | Mitsuo Fukuda     | Akinori Endô Chiaki Morosawa     | ASA                     | 9 de novembro de 2002   | ASA   |
| Fugindo por pouco das Forças da ZAFT, o Archangel se abriga no satélite militar Artemis. No entanto, a tripulação é recebida pela desconfiança dos supostos aliados. |                                                                           |                   |                                  |                         |                         |       |
| 7 | "A cicatriz do espaço" "Uchū no Kizuato (宇宙の傷跡)"                     | Mitsuo Fukuda     | Hiroyuki Yoshino                 | ASA                     | 16 de novembro de 2002  | ASA   |
| O Archangel consegue fugir no meio do ataque da ZAFT, no entanto a falta de suprimentos se torna um problema cada vez mais urgente. La Flaga sugere levar a nave para o cinturão de detritos para angariar materiais de naves naufragadas. |                                                                           |                   |                                  |                         |                         |       |
| 8 | "Diva das forças inimigas" "Tekigun no Utahime (敵軍の歌姫)"              | Mitsuo Fukuda     | Chiaki Morosawa                  | ASA                     | 23 de novembro de 2002  | ASA   |
| O pod salva-vidas resgatado no cinturão de detritos continha uma garota e um robô: Lacus Clyne e Haro. Lacus é filha do atual presidente do Conselho Supremo das PLANTs, Siegel Clyne. |                                                                           |                   |                                  |                         |                         |       |
| 9 | "A luz que se apaga" "Kieteiku Hikari (消えていく光)"                     | Mitsuo Fukuda     | Kyoko Kogure                     | ASA                     | 30 de novembro de 2002  | ASA   |
| O tão esperado resgate finalmente chega. Há um breve momento de calmaria no Archangel. Eles vão se unir às naves de escolta Montgomery, Bernard e Law. O pai da Flay, George Allster, vice-ministro da Federação Atlântica, está a bordo do Montgomery. |                                                                           |                   |                                  |                         |                         |       |
| 10 | "Caminhos distintos" "Wakatareta Michi (分かたれた道)"                    | Mitsuo Fukuda     | Chiaki Morosawa Akemi Omode      | ASA                     | 7 de dezembro de 2002   | ASA   |
| O Archangel conseguiu impedir o ataque da Vesalius da ZAFT usando Lacus Clyne como refém, mas o choque de ver toda uma frota sendo destruída diante de seus olhos mais ainda mais prejudicial. |                                                                           |                   |                                  |                         |                         |       |
| 11 | "O despertar da espada" "Mezameru Yaiba (目覚める刃)"                     | Mitsuo Fukuda     | Hiroshi Ônogi                    | ASA                     | 14 de dezembro de 2002  | ASA   |
| Como prometido, Kira volta ao Archangel. É feita uma audiência por ele ter entregado Lacus para a ZAFT sem permissão, mas Murrue consegue amenizar a questão. |                                                                           |                   |                                  |                         |                         |       |
| 12 | "A decisão de Flay" "Furei no Sentaku (フレイの選択)"                     | Mitsuo Fukuda     | Chiaki Morosawa Akemi Omode      | ASA                     | 21 de dezembro de 2002  | ASA   |
| Archangel finalmente se encontra com a 8ª frota das Forças Aliadas da Terra. Relutante em participar das ações, Kira faz a manutenção da Strike e Murrue vai agradecê-lo por todo seu serviço. |                                                                           |                   |                                  |                         |                         |       |
| 13 | "Chuva estelar no espaço" "Sora ni Furu Hoshi (宇宙に降る星)"             | Mitsuo Fukuda     | Hiroyuki Yoshino                 | ASA                     | 28 de dezembro de 2002  | ASA   |
| Na órbita da Terra, uma batalha intensa começa entre a 8ª frota das Forças Aliadas da Terra e as Forças da ZAFT. Embora as Forças Aliadas da Terra tenham vantagem numérica, as forças de Rau Le Creuset, com GINNs e os quatro Gundams, destroem as naves das Forças Aliadas sem parar.                                                                                                  |                                                                           |                   |                                  |                         |                         |       |
| 14 | "Within Endless Time" "Hate shinaki Toki no Naka de (果てし無き時の中で)" | Mitsuo Fukuda     | Hiroyuki Yoshino Chiaki Morosawa | ASA                     | 4 de janeiro de 2003    | ASA   |
| Rau Le Creuset reflete sobre os eventos ocorridos nos episódios de um à treze e a história dos Coordinators à partir do nascimento do primeiro Coordinator, George Glenn. NOTA: Este episódio é omitido na versão HD Remaster do Gundam SEED. Assim, tornando "A solidão de cada um" o novo episódio 14. Nessa condição, o episódio nunca teve o título traduzido oficialmente no Brasil. |                                                                           |                   |                                  |                         |                         |       |
| 15 | "A solidão de cada um" "Sorezore no Kodoku (それぞれの孤独)"              | Mitsuo Fukuda     | Chiaki Morosawa                  | ASA                     | 11 de janeiro de 2003   | ASA   |
| Na entrada na atmosfera, para salvar a Strike depois da batalha contra a Duel, o Archangel sai de trajetória e acaba na África, território da ZAFT. |                                                                           |                   |                                  |                         |                         |       |
| 16 | "Tempestade de areia tórrida" "Moeru Sajin (燃える砂塵)"                  | Mitsuo Fukuda     | Shigeru Morita                   | ASA                     | 18 de janeiro de 2003   | ASA   |
| O Archangel aterrissa em uma região desértica no norte da África. Sem ter tempo para relaxar, eles são atacados pelas Forças da ZAFT à noite. Os atacantes são um esquadrão de elite liderados por Andrew Waltfeld, também conhecido como o Tigre do Deserto. |                                                                           |                   |                                  |                         |                         |       |
| 17 | "O retorno de Cagalli" "Kagari Futatabi (カガリ再び)"                     | Mitsuo Fukuda     | Akemi Omode Chiaki Morosawa      | ASA                     | 25 de janeiro de 2003   | ASA   |
| Com a ajuda da Alvorada do Deserto, a Strike conseguiu repelir o ataque dos BuCUEs liderados por Waltfeld. Depois que o dia raia, outros integrantes da Alvorada do Deserto se unem ao Archangel. |                                                                           |                   |                                  |                         |                         |       |
| 18 | "Retaliação" "Peibakku (ペイ バック)"                                     | Mitsuo Fukuda     | Hiroshi Ônogi                    | ASA                     | 1 de fevereiro de 2003  | ASA   |
| Waltfeld, o Tigre do Deserto, ataca Tassil, a cidade dos rebeldes. Mísseis disparados dos BuCUEs envolvem a cidade em chamas. No entanto, os homens de Waltfeld avisaram os moradores antes, então não houve nenhuma morte. |                                                                           |                   |                                  |                         |                         |       |
| 19 | "As presas do arqui-inimigo." "Shukuteki no Kiba (宿敵の牙)"              | Mitsuo Fukuda     | Hiroyuki Yoshino                 | ASA                     | 8 de fevereiro de 2003  | ASA   |
| Kira e Cagalli vão para a cidade de Banadiya, onde fica a base da ZAFT, para comprar comida e suprimentos para o acampamento. Sem querer, os dois se encontram com o Tigre do Deserto, Andrew Waltfeld, enquanto almoçam e não sabem como lidar com a hospitalidade dele. |                                                                           |                   |                                  |                         |                         |       |
| 20 | "Num dia de calmaria." "Odayakana Hi ni (穏やかな日に)"                   | Mitsuo Fukuda     | Chiaki Morosawa                  | ASA                     | 15 de fevereiro de 2003 | ASA   |
| Em uma PLANT, Athrun tem um dia de folga depois de muito tempo e vai até a mansão da Lacus para uma visita. A mansão dos Clyne fica numa região residencial exclusiva da PLANT e os dois aproveitam uma conversa agradável. |                                                                           |                   |                                  |                         |                         |       |
| 21 | "Além da tempestade de areia" "Sajin no Hate (砂塵の果て)"                | Mitsuo Fukuda     | Shigeru Morita                   | ASA                     | 22 de fevereiro de 2003 | ASA   |
| Yzak e Dearka, que estavam na base de Gibraltar, se unem a Lesseps. Diante da batalha contra o Archangel, o Tigre do Deserto aceita os reforços, pois quanto mais, melhor. |                                                                           |                   |                                  |                         |                         |       |
| 22 | "O mar tingido de vermelho" "Kurenai ni Somaru Umi (紅に染まる海)"        | Mitsuo Fukuda     | Hiroshi Ônogi                    | ASA                     | 1 de março de 2003      | ASA   |
| Strike e Archangel rumam ao Alasca depois de derrotar Waltfeld em uma batalha intensa. Cagalli insiste que será útil na nave e se convida para entrar a bordo do Archangel. |                                                                           |                   |                                  |                         |                         |       |
| 23 | "Encontro fatídico" "Unmei no Deai (運命の出会い)"                        | Mitsuo Fukuda     | Yuuichi Nomura Chiaki Morosawa   | ASA                     | 8 de março de 2003      | ASA   |
| Athrun, Nicol e Le Creuset e unem. A frota de Le Creuset finalmente está de volta junta. Como Le Creuset não pode ir lutar para se preparar para a Operação Spit Break, ele indica Athrun como líder da equipe de perseguição da Archangel. |                                                                           |                   |                                  |                         |                         |       |
| 24 | "Guerra de dois" "Futari dake no Sensō (二人だけの戦争)"                  | Mitsuo Fukuda     | Kyoko Kogure Chiaki Morosawa     | ASA                     | 15 de março de 2003     | ASA   |
| O Skygrasper da Cagalli derruba um avião de carga que levava a Aegis, mas acaba caindo em uma ilha deserta. Na praia, ela encontra Athrun, que estava no avião de transporte. |                                                                           |                   |                                  |                         |                         |       |
| 25 | "Para a terra de paz" "Heiwa no Kuni e (平和の国へ)"                      | Mitsuo Fukuda     | Hiroyuki Yoshino                 | ASA                     | 22 de março de 2003     | ASA   |
| Nas águas da Orb, o Archangel e os quatro Gundams da equipe de Athrun travam uma batalha intensa. Perto da fronteira da Orb, o Archangel vai sendo encurralado pela equipe de Athrun. |                                                                           |                   |                                  |                         |                         |       |
| 26 | "Moment" "Mōmento (モーメント)"                                           | Mitsuo Fukuda     | Shigeru Morita Chiaki Morosawa   | ASA                     | 29 de março de 2003     | ASA   |
| Um recapitulação dos primeiros 25 episódios. Narrado por Takanori Nishikawa, ator de voz japonês de Miguel Aiman. NOTA: Este episódio é omitido na versão HD Remaster do Gundam SEED. Assim, tornando "Ciranda sem fim" o novo episódio 26, que acabou tornando-se o 25 pela omissão do episódio 14. Nessa condição, o episódio nunca teve o título traduzido oficialmente no Brasil.     |                                                                           |                   |                                  |                         |                         |       |
| 27 | "Ciranda sem fim" "Hatenaki Rondo (果てなき輪舞)"                         | Mitsuo Fukuda     | Shigeru Morita Chiaki Morosawa   | ASA                     | 12 de abril de 2003     | ASA   |
| Dentro da doca da Orb, técnicos trabalham para consertar o Archangel. Erica Simmons, engenheira da Morgenroete, também responsável pelo desenvolvimento da Astray, analisa os dados enviados pelo Archangel. |                                                                           |                   |                                  |                         |                         |       |
| 28 | "Kira" "Kira (キラ)"                                                      | Mitsuo Fukuda     | Chiaki Morosawa                  | ASA                     | 19 de abril de 2003     | ASA   |
| Graças aos esforços de Murrue, a tripulação de estudantes pode se encontrar com seus pais no quartel da Orb. Pais e filhos se reúnem depois de muito tempo e aproveitam o momento de felicidade. |                                                                           |                   |                                  |                         |                         |       |
| 29 | "As amarras do destino" "Sadame no Kusabi (さだめの楔)"                   | Mitsuo Fukuda     | Shigeru Morita                   | ASA                     | 26 de abril de 2003     | ASA   |
| O conserto e o abastecimento do Archangel terminam e a nave está pronta para deixar Orb. Enquanto isso, a equipe de Athrun Zala espera além das fronteiras da Orb para a saída do Archangel. |                                                                           |                   |                                  |                         |                         |       |
| 30 | "Cruzando espadas" "Senkō no Toki (閃光の時)"                             | Mitsuo Fukuda     | Yuuichi Nomura Chiaki Morosawa   | ASA                     | 3 de maio de 2003       | ASA   |
| Kira derruba o Blitz Gundam da equipe do Athrun. Murdoch e todos da equipe técnica lhe dão os parabéns. Ele não consegue comemorar o fato de ter matado alguém. |                                                                           |                   |                                  |                         |                         |       |
| 31 | "Céu de luto" "Dōkoku no Sora (慟哭の空)"                                 | Mitsuo Fukuda     | Hiroshi Ônogi Chiaki Morosawa    | ASA                     | 10 de maio de 2003      | ASA   |
| É perdido o contato com a Strike e um Skygrasper, deixando o Archangel em caos. Além disso, a perseguição da ZAFT avariou muito a nave. |                                                                           |                   |                                  |                         |                         |       |
| 32 | "Na terra prometida" "Yakusoku no Chi ni (約束の地に)"                    | Mitsuo Fukuda     | Kyoko Kogure Chiaki Morosawa     | ASA                     | 17 de maio de 2003      | ASA   |
| Muitos foram perdidos, mas o Archangel finalmente chega no quartel das Forças Aliadas da Terra no Alasca (JOSH-A). Mas a tripulação não pode desembarcar e recebe ordens de ficar em prontidão. |                                                                           |                   |                                  |                         |                         |       |
| 33 | "Fomentando a escuridão" "Yami no Taidō (闇の胎動)"                       | Mitsuo Fukuda     | Shigeru Morita Chiaki Morosawa   | ASA                     | 24 de maio de 2003      | ASA   |
| O ataque de Miriallia e Flay contra o prisioneiro Dearka se tora um grande problema no Archangel. Natarle fala com Murrue sobre a importância de seguir as normas militares e questiona a falta de controle de Murrue para lidar com prisioneiros e armas. |                                                                           |                   |                                  |                         |                         |       |
| 34 | "Além do olhar" "Manazashi no Saki (まなざしの先)"                        | Mitsuo Fukuda     | Yuuichi Nomura Chiaki Morosawa   | ASA                     | 31 de maio de 2003      | ASA   |
| A tripulação que apoiou o Archangel por todo esse tempo fica abalada ao saber que três integrantes serão transferidos. Para piorar, há ordens dizendo que o Archangel não vai mais compor a 8ª frota, mas sim as forças de defesa do Alasca. |                                                                           |                   |                                  |                         |                         |       |
| 35 | "Desce a espada" "Mai Oriru Tsurugi (舞い降りる剣)"                       | Mitsuo Fukuda     | Hiroyuki Yoshino Chiaki Morosawa | ASA                     | 7 de junho de 2003      | ASA   |
| No Alasca, o Archangel está numa batalha intensa contra as Forças da ZAFT. As naves aparecem e avançam. As forças principais das Forças Aliadas estão alocadas no Panamá, então a situação não é fácil. |                                                                           |                   |                                  |                         |                         |       |
| 36 | "Em nome da justiça" "Seigi no Na no Moto ni (正義の名のもとに)"          | Mitsuo Fukuda     | Hiroyuki Yoshino Chiaki Morosawa | ASA                     | 14 de junho de 2003     | ASA   |
| O relatório sobre o fracasso da Operação Spit Break chega ao QG do comitê de segurança nacional da ZAFT. Ao mesmo tempo, Patrick Zala descobre que Freedom Gundam, desenvolvido em segredo pela ZAFT, foi roubado. |                                                                           |                   |                                  |                         |                         |       |
| 37 | "Divine Thunder" "Kami no Ikazuchi (神のいかずち)"                        | Mitsuo Fukuda     | Hiroshi Ônogi Chiaki Morosawa    | ASA                     | 21 de junho de 2003     | ASA   |
| Kira e o Archangel se dirigem para Orb, onde Lord Uzumi os recebe e pede que eles decidam por si mesmos por quem estão lutando. O motorista de massa do Panamá é destruído pela ZAFT em retaliação pelo golpe que levaram ao Alasca. Enquanto isso, Erica Simmons apresenta uma reconstruída no Strike para o uso da equipe do Archangel.                                                 |                                                                           |                   |                                  |                         |                         |       |
| 38 | "Fogo decisivo" "Ketsui no Hōka (決意の砲火)"                             | Mitsuo Fukuda     | Hiroyuki Yoshino Chiaki Morosawa | ASA                     | 28 de junho de 2003     | ASA   |
| Com a queda da base do Panamá, as Forças Aliadas da Terra perdem o propulsor de massa e ficam sem como ir ao espaço. Começam a surgir os planos de como tomar o último propulsor de massa da Terra. |                                                                           |                   |                                  |                         |                         |       |
| 39 | "Athrun" "Asuran (アスラン)"                                              | Mitsuo Fukuda     | Yuuichi Nomura Chiaki Morosawa   | ASA                     | 5 de julho de 2003      | ASA   |
| Kira e Freedom travam um embate contra os três mais novos Gundams das Forças da Terra, Calamity, Forbidden e Raider. Justice, pilotada por Athrun, surge diante de Kira. |                                                                           |                   |                                  |                         |                         |       |
| 40 | "Para céus no alvorecer" "Akatsuki no Sora e (暁の宇宙へ)"                | Mitsuo Fukuda     | Hiroshi Ônogi Chiaki Morosawa    | ASA                     | 12 de julho de 2003     | ASA   |
| Orb pede negociações de paz várias vezes, mas Azrael e a Aliança ignoram. As Forças Aliadas da Terra já decidiram tomar Orb à força. |                                                                           |                   |                                  |                         |                         |       |
| 41 | "Mundo abalado" "Yureru Sekai (ゆれる世界)"                               | Mitsuo Fukuda     | Hiroshi Ônogi Chiaki Morosawa    | ASA                     | 19 de julho de 2003     | ASA   |
| Kusanagi e Archangel são lançados ao espaço. O acoplamento de Kusanagi é feito e eles rumam às colônias abandonadas em L4 para reabastecimento de água e demais suprimentos. |                                                                           |                   |                                  |                         |                         |       |
| 42 | "Lacus ataca" "Rakusu Shutsugeki (ラクス出撃)"                            | Mitsuo Fukuda     | Hiroyuki Yoshino Chiaki Morosawa | ASA                     | 26 de julho de 2003     | ASA   |
| Athrun vai às PLANTs falar com seu pai, o presidente do Conselho Supremo, e pergunta quais são suas verdadeiras intenções no combate. Kira se oferece para a escolta do ônibus de Athrun com a Freedom. |                                                                           |                   |                                  |                         |                         |       |
| 43 | "O que se põe no caminho" "Tachihadakaru Mono (立ちはだかるもの)"         | Mitsuo Fukuda     | Shigeru Morita Chiaki Morosawa   | ASA                     | 2 de agosto de 2003     | ASA   |
| Na base na cratera de Ptolomeu a Lua, Dominion, outra nave de classe Archangel, é posta em órbita e faz uma simulação de combate. A cadeira de capitão é ocupada pela tenente Natarle Badgiruel. |                                                                           |                   |                                  |                         |                         |       |
| 44 | "Espiral de encontros" "Rasen no Kaikō (螺旋の邂逅)"                      | Mitsuo Fukuda     | Hiroyuki Yoshino Chiaki Morosawa | ASA                     | 9 de agosto de 2003     | ASA   |
| Dominion ataca para destruir o Archangel. Os três Gundams da Aliança da Terra são subjugados pela combinação de ataques de Kira e Athrun. |                                                                           |                   |                                  |                         |                         |       |
| 45 | "A porta que se abre" "Hiraku Tobira (開く扉)"                            | Mitsuo Fukuda     | Chiaki Morosawa                  | ASA                     | 16 de agosto de 2003    | ASA   |
| Kira e Mu perseguem Le Creuset até dentro de um prédio abandonado. O prédio era um laboratório de pesquisas da colônia Mendel. Le Creuset, La Flaga e Kira entram em combate armado. |                                                                           |                   |                                  |                         |                         |       |
| 46 | "Um lugar para a alma" "Tamashii no Basho (たましいの場所)"               | Mitsuo Fukuda     | Chiaki Morosawa                  | ASA                     | 30 de agosto de 2003    | ASA   |
| A batalha entre Archangel e Dominion recomeça. Le Creuset lança a Vesalius e cruza entre as duas naves de guerra, pois seu alvo é a Eternal. |                                                                           |                   |                                  |                         |                         |       |
| 47 | "O pesadelo renasce" "Akumu wa Futatabi (悪夢は再び)"                     | Mitsuo Fukuda     | Hiroyuki Yoshino Chiaki Morosawa | ASA                     | 6 de setembro de 2003   | ASA   |
| Com o disco da Flay, a Aliança da Terra agora tem a tecnologia de neutralizar a perturbação-N. Manipulado por Azrael, os mísseis nucleares são lançados ao espaço. |                                                                           |                   |                                  |                         |                         |       |
| 48 | "Dia de fúria" "Ikari no Hi (怒りの日)"                                   | Mitsuo Fukuda     | Hiroyuki Yoshino Chiaki Morosawa | ASA                     | 13 de setembro de 2003  | ASA   |
| O raio Gênesis destrói a linha de frente da frota da Aliança em um piscar de olhos. Era o trunfo da ZAFT escondido o tempo todo por Mirage Colloid. Ele pode facilmente mirar na Terra. |                                                                           |                   |                                  |                         |                         |       |
| 49 | "A luz final" "Shūmatsu no Hikari (終末の光)"                             | Mitsuo Fukuda     | Hiroyuki Yoshino Chiaki Morosawa | ASA                     | 20 de setembro de 2003  | ASA   |
| O segundo raio do Gênesis destrói a base lunar da Aliança da Terra. O próximo alvo pode ser a Terra. A Aliança reúne a tropa devastada e lança novamente os Peacemakers. |                                                                           |                   |                                  |                         |                         |       |
| 50 | "A um futuro sem fim." "Owaranai Asu e (終わらない明日へ)"                | Mitsuo Fukuda     | Chiaki Morosawa                  | ASA                     | 27 de setembro de 2003  | ASA   |
| Mesmo com todas as baixas, a luta continua. O ônibus da Flay vaga para longe do Dominion, onde Freedom e Providence têm uma luta intensa. |                                                                           |                   |                                  |                         |                         |       |
| 51 | "After Phase - Between the Stars" "Hoshi no Hazama de (星のはざまで)"     | Mitsuo Fukuda     | -                                | Hisashi Hirai           | 26 de março de 2004     | ASA   |
| Os combates cessaram, mas as conversações de paz entre as PLANTs e a Aliança continuam. No orfanato de Malchio nas Ilhas Marshall, Kira, Athrun, Lacus e Cagalli refletem sobre o passado e discutem o futuro. NOTA: É o OVA de 5 minutos lançado após a transmissão da série. |                                                                           |                   |                                  |                         |                         |       |

#### Mobile Suit Gundam SEED: Special Edition
Mobile Suit Gundam SEED: Special Edition, também conhecido como Mobile Suit Gundam SEED: Movie, resume a série de televisão de cinquenta episódios em três episódios de 95 minutos - bem como os filmes de compilação para Mobile Suit Gundam, Zeta Gundam e Turn A Gundam. Os episódios contêm uma compilação de cenas da série de televisão e mais vinte minutos de novas imagens. Somente os dois primeiros episódios foram transmitidos no Japão, cada episódio dividido em duas partes de 55 minutos. O Special Edition está disponível no Japão e na América do Norte em três DVDs ou três PlayStation Portable UMDs.
| Fase #                                          | Título[a]                                              | Exibição original                       | Refs.  |
| ----------------------------------------------- | ------------------------------------------------------ | --------------------------------------- | ------ |
| Special–I                                       | "The Empty Battlefield" "Kokū no Senjō (虚空の戦場)"   | 22 de março de 2004 23 de março de 2004 | [ 17 ] |
| Abrange os eventos de Gundam SEED Fases 1 à 21. |                                                        |                                         |        |
| Special–II                                      | "The Far-Away Dawn" "Harukanaru Akatsuki (遥かなる暁)" | 27 de julho de 2004 28 de julho de 2004 | [ 18 ] |
| Abrange os eventos de Gundam SEED Fases 22 à 40 |                                                        |                                         |        |
| Special–III                                     | "The Rumbling Sky" "Meidō no Sora (鳴動の宇宙)"        | 22 de outubro de 2004                   | ASA    |
| Abrange os eventos de Gundam SEED Fases 41 à 50 |                                                        |                                         |        |